# Sūneh
Sūneh (persiska: سونه) är en ort i Iran.   Den ligger i provinsen Västazarbaijan, i den nordvästra delen av landet, 500 km väster om huvudstaden Teheran. Sūneh ligger 1 330 meter över havet och antalet invånare är 291.
Terrängen runt Sūneh är kuperad åt sydväst, men åt nordost är den bergig. Sūneh ligger nere i en dal. Runt Sūneh är det ganska tätbefolkat, med 80 invånare per kvadratkilometer. Närmaste större samhälle är Ālvātān, 9,6 km väster om Sūneh. Trakten runt Sūneh består till största delen av jordbruksmark.